# Bogdan Lalić
Bogdan Lalić (* 8. März 1964 in Zagreb) ist ein kroatischer Schachspieler.
Im Jahr 1986 wurde er bei der jugoslawischen Einzelmeisterschaft Zweiter. Er spielte für Jugoslawen bei der Schacholympiade 1990 (2. Mannschaft) und für Kroatien bei vier Schacholympiaden: 1992 bis 1998. Außerdem nahm er viermal an den europäischen Mannschaftsmeisterschaften (1989 für Jugoslawien, 1997 und 1997 für Kroatien und 2003 für England) und einmal an der Mannschaftsweltmeisterschaft (1997) für Kroatien teil.
Mannschaftsschach spielte er in vielen Ländern, in Deutschland zum Beispiel für die SF Lohmar.
Er war mit der Schachspielerin Susan Lalic verheiratet.
Im Jahre 1985 wurde ihm der Titel Internationaler Meister (IM) verliehen, 1988 der Titel Großmeister (GM).
| Die zur Anzeige dieser Grafik verwendete Erweiterung wurde dauerhaft deaktiviert. Wir arbeiten aktuell daran, diese und weitere betroffene Grafiken auf ein neues Format umzustellen. (Mehr dazu) |

## Veröffentlichungen
- Bogdan Lalic (1997). The Queen’s Indian Defence. Everyman Chess. ISBN 978-1-85744-157-4.
- Bogdan Lalic (1998). The Budapest Gambit. Batsford. ISBN 978-0-7134-8456-4.
- Bogdan Lalic (2000). Queen’s Gambit Declined: Bg5 Systems. Everyman Chess. ISBN 978-1-85744-240-3.
- Bogdan Lalic (2001). Classical Nimzo-Indian: The ever-popular 4. Qc2. Everyman Chess. ISBN 1-85744-262-8.
- Bogdan Lalic (2002). The Grunfeld for the Attacking Player. Batsford. ISBN 978-0-7134-8166-2.
- Bogdan Lalic (2003). The Marshall Attack. Everyman Chess. ISBN 978-1-85744-244-1.
- Bogdan Lalic, Vladimir Okhotnik, Carpathian Warrior (Caissa Hungary, 2005)
- Bogdan Lalic, Vladimir Okhotnik, Carpathian Warrior 2 (Pandora Press, 2008)